# Estació de Francesc Macià
Francesc Macià és una estació de tramvia de la xarxa del Trambaix ––i origen de les línies T1, T2 i T3–– situada sobre l'Avinguda Diagonal a l'alçada de la plaça Francesc Macià, al districte de les Corts de la ciutat de Barcelona; i es va inaugurar el 3 d'abril de 2004, amb l'obertura del Trambaix.
Està en construcció el perllongament de la línia L8 d'FGC procedent de Plaça Espanya fins a Gràcia passant per aquesta estació. Aquesta actuació te una finalització prevista pel 2030.
També està previst que la xarxa del Trambaix es connecti amb la del Trambesòs, i que Francesc Macià deixi de ser estació terminal, segons el PDI 2021-2030. S'executarà el traçat per l'Avinguda Diagonal en superfície fins a Glòries, pel fet que seria el traçat en línia recta més lògic.

## Història
El 1997 s'inicia l'elaboració del projecte per connectar amb tramvia Barcelona i el Baix Llobregat. Es determina Franscesc Macià com a inici de la línia, deixant per mes endavant un recorregut per la zona central de la Diagonal. L'any 2000 es projecta el perllongament de la línia de ferrocarril Llobregat-Anoia passant per la plaça i formant un futur intercanviador amb el tramvia.
A l'estiu del 2001 es comença a construir l'estació de tramvia. Al desembre del 2003 circulen els primers tramvies sobre les vies i al 3 d'abril de 2004 entra en servei la parada.
Al gener del 2024 s'inicia la construcció de l'estació de la L8.

## Serveis ferroviaris
| Trambaix                        |                 |       |          |                        |
| Procedència/Destinació          | <               | Línia | >        | Procedència/Destinació |
| Bon Viatge                      | L'Illa          |       | terminal | terminal               |
| Llevant - les Planes            | L'Illa          |       | terminal | terminal               |
| Sant Feliu \| Consell Comarcal  | L'Illa          |       | terminal | terminal               |
| Projectat                       |                 |       |          |                        |
| Bon Viatge                      | L'Illa          |       | Casanova | Gorg                   |
| Hospital Sant Joan Despí \| TV3 | L'Illa          |       | Casanova | Gorg                   |
| Quatre Camins                   | L'Illa          |       | Casanova | Gorg                   |
| Bon Viatge                      | L'Illa          |       | Casanova | Port de Badalona       |
| Hospital Sant Joan Despí \| TV3 | L'Illa          |       | Casanova | Port de Badalona       |
| Quatre Camins                   | L'Illa          |       | Casanova | Port de Badalona       |
| Línia Llobregat-Anoia de FGC    |                 |       |          |                        |
| Projectat                       |                 |       |          |                        |
| Molí Nou \| Ciutat Cooperativa  | Hospital Clínic |       | Gràcia   | Gràcia                 |
| Olesa de Montserrat             | Hospital Clínic |       | Gràcia   | Gràcia                 |
| Martorell Enllaç                | Hospital Clínic |       | Gràcia   | Gràcia                 |
| Monistrol de Montserrat         | Hospital Clínic |       | Gràcia   | Gràcia                 |